# Devitalizace
Devitalizace je chirurgický postup léčby pevných rakovinových nádorů. Dochází při něm k uzavření krevního zásobení nádorového ložiska podvázáním tepen i žil, které ho zásobují. Takto ošetřená nádorová tkáň je ponechána v organismu. Autorem metody byl český chirurg Karel Fortýn.
Od března 2001, čtvrt roku po jeho úmrtí, začaly klinické zkoušky metody na čtyřech odborných pracovištích. V říjnu téhož roku byly předčasně ukončeny, odborná pracoviště tak během půl roku přijala místo plánovaných 80 jen 45 pacientů. Do programu však byli vybráni pouze pacienti v konečných stádiích nemoci, kteří neměli jinou možnost léčby. Ministerstvo zdravotnictví totiž považovalo za riskantní operace v raných stadiích nemoci, kdy doporučoval operace dr. Fortýn.
Podle tehdejšího vedoucího výzkumného týmu Ústavu živočišné fyziologie a genetiky Akademie věd a blízkého spolupracovníka dr. Fortýna Vratislava Horáka se skutečnost, že pacientům v závěrečném stadiu devitalizace nepomůže, dala čekat od začátku. Metoda by podle jeho názoru měla být nabídnuta (ideálně) nemocným v raném stadiu, kteří nesnášejí chemoterapii a v jejichž případech není využitelné ozařování.
Hlavně by pacient asi (pokud možno) neměl být po chemoterapií ani ozařování. Tj. např. když se nádory objeví tak pozdě, že již ozařování ani chemoterapie ani klasická operace nemohou pomocí.